# 2835 Ryoma
2835 Ryoma eller 1982 WF är en asteroid i huvudbältet som upptäcktes den 20 november 1982 av den japanska astronomen Tsutomu Seki vid Geisei-observatoriet. Den är uppkallad efter japanen Sakamoto Ryoma.
Asteroiden har en diameter på ungefär 24 kilometer.